# Cetonia carthami
Cetonia carthami é uma espécie de insetos coleópteros polífagos pertencente à família Cetoniidae.
A autoridade científica da espécie é Gory & Percheron, tendo sido descrita no ano de 1833.
Trata-se de uma espécie presente no território português.